# Volmerange-les-Mines
Volmerange-les-Mines (deutsch Wollmeringen, lothringisch Wuelmeréngen) ist eine französische Gemeinde mit 2284 Einwohnern (Stand 1. Januar 2022) im Département Moselle in der Region Grand Est (bis 2015 Lothringen), etwa elf Kilometer nordwestlich von Thionville gelegen.
Volmerange-les-Mines ist von ausgedehnten Waldgebieten umgeben. In der ersten Hälfte des 20. Jahrhunderts wurde hier auch Eisenerz abgebaut, was dem Ort seinen heutigen Namen einbrachte. Im Nordwesten und Norden grenzt Volmerange an Luxemburg.

## Geschichte
Der Ort wurde erstmals 980 als Valembregam villam erwähnt, dann Wallmeringen (1305), Wolmering (1506). Er gehört seit 1769 zu Frankreich. 1869 bis 1920 hieß er Volmerange-lès-Œutrange, seinen heutigen Namen trägt er seit dem 1. Oktober 1920.

### Bevölkerungsentwicklung
| Jahr      | 1910 | 1962 | 1968 | 1975 | 1982 | 1990 | 1999 | 2007  | 2019 |
| Einwohner | 1386 | 1546 | 1511 | 1607 | 1767 | 1755 | 1725 | 2.031 | 2269 |

## Verkehr
Volmerange-les-Mines ist Endpunkt der Bahnstrecke aus Bettembourg.

## Sehenswürdigkeiten
- Kirche Saint-Denis aus dem Jahr 1837

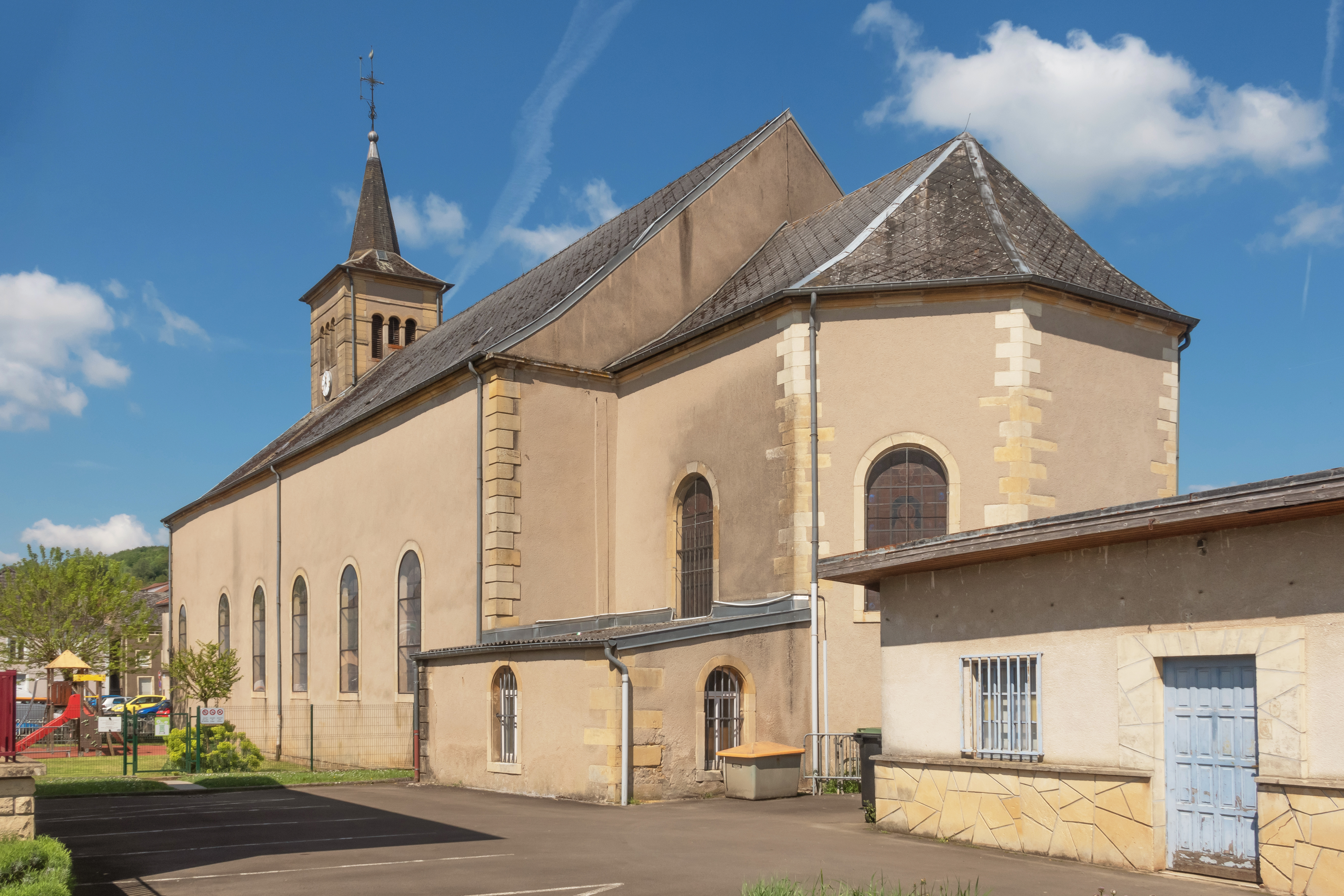
Kirche Saint-Denis